# Miloš Ćuk
Miloš Ćuk (Novi Sad, 21. prosinca 1990.), srbijanski vaterpolist. Do 2009. igrao je za Vojvodinu, a od rečene godine član je beogradskog Partizana s kojim je osvojio Euroligu 2010./11 i potom Superkup LEN. Osvojio je s Partizanom i po tri srbijanska prvenstva i kupa dvije Interlige. Za srbijansku reprezentaciju odigrao je 51 utakmicu i postigao 25 pogodaka. Na Univerzijadi u Beogradu osvojio je srebro.